# Região Zumpango

Região Zumpango

Região Zumpango é uma das 16 regiões do México. Sua capital é a cidade de Zumpango de Ocampo.
A Região de Zumpango é banhada a oeste pelo Lago de Zumpango e faz divisa a leste com a  estado de Hidalgo, ao norte com a Estado de Hidalgo e ao sul com a região de Tultitlán.

## Divisão político-administrativa da Região Zumpango
A Região de Zumpango, para efeitos de governo e administração interior, se divide em 7 municípios:
| INEGI | Munipípio   | Capital municipal     | Área (km2) | População (2010) |
| ----- | ----------- | --------------------- | ---------- | ---------------- |
| 15010 | Apaxco      | Apaxco de Ocampo      | 80.34      | 27 521           |
| 15002 | Hueypoxtla  | Hueypoxtla            | 246.95     | 29 864           |
| 15003 | Jaltenco    | San Andrés Jaltenco   | 3.30       | 26,328           |
| 15004 | Nextlalpan  | Santa Ana Nextlalpan  | 42.49      | 34,374           |
| 15096 | Tequixquiac | Santiago Tequixquiac  | 96.37      | 33 907           |
| 15125 | Tonanitla   | Santa María Tonanitla | 17.1       | 10 210           |
| 15120 | Zumpango    | Zumpango de Ocampo    | 244.08     | 159 647          |